# 木章
木章（英語：Wood Badge）是全球童軍組織中童軍領導統御的訓練計畫，也是授與童軍服務員的相關獎勵。木章訓練課程藉由教授進階領導技巧，以及童軍運動中的人際連結與責任，使服務員成為一個更好的領導者。

## 木章獎勵
凡完成本國／本地的童軍領袖訓練的童軍領袖，旨可佩戴一對由皮繩繫著的木珠。這對木珠便是「木章」。
在正常情況下，童軍領袖所配的木章有兩顆木珠，但部份人員會佩戴更多木珠：
- 助理領袖訓練主任（Assistant Leader Trainer）配三顆木珠
- 領袖訓練主任（Leader Trainer）佩戴四顆木珠
- 國家訓練總監（National Training Commissioner）或同等人員佩戴五顆木珠
- 英國基維爾童軍訓練中心訓練主任配六顆木珠
- 世界童軍總領袖配八顆木珠（只有童軍始創人貝登堡曾獲此銜）